# 中野卓
中野 卓（なかの たかし、1920年 - 2014年）は、日本の社会学者、東京教育大学・千葉大学・中京大学名誉教授。

## 来歴
京都生まれ。父は中野忠八、叔父に久留島秀三郎（父・忠八の実弟）・中尾万三。（旧制）姫路高等学校を経て東京帝国大学文学部に入学、学徒出陣による年限短縮により1944年に社会学科卒。入営し中国・華北で軍隊生活を送る。
敗戦後、帰国ののち1949年東京大学文学部助手、東京教育大学文学部講師、1952年助教授（社会学）。1962年「暖簾内を中心とする家と家連合の研究」により、文学博士（東京教育大学）の学位を取得。1963年教授。1977年同大学名誉教授、千葉大学人文学部教授。1986年定年退官（1993年名誉教授）、中京大学社会学部教授。95年定年退職、名誉教授。1979－82年日本社会学会会長、92年同顧問。下の著書で示されているように、初期の同族団研究、晩年のライフヒストリー研究は注目された。

## 著書
- 『商家同族団の研究 暖簾をめぐる家研究』未来社 1964
- 『社会學』通信教育大学講座 1967
- 『家と同族団の理論』未来社 1968
- 『下請工業の同族と親方子方 「高度成長期」前におけるその存在形態』御茶の水書房 1977
- 『「学徒出陣」前後 ある従軍学生のみた戦争』新曜社 1992
- 『鰤網の村の四〇〇年 能登灘浦の社会学的研究』刀水書房 1996
- 『中野卓著作集生活史シリーズ』東信堂

1巻　生活史の研究 2003
7巻　先行者たちの生活史 2003

### 共編著
- 『日本社会要論』松島静雄共著 東京大学出版会 1958
- 『教材社会学』作田啓一,浜島朗共編 有斐閣 1968
- 『系統看護学講座　社会学』北原竜二共著 医学書院 1969
- 『口述の生活史 或る女の愛と呪いの日本近代』編著 御茶の水書房 叢書ライフ・ヒストリー 1977
- 中野万亀子『明治四十三年京都 ある商家の若妻の日記』編 新曜社 1981
- 『離島トカラに生きた男』全2部　編著 御茶の水書房 叢書ライフ・ヒストリー 1981-82
- 『老人福祉とライフ・ヒストリー』小平朱美共著 未来社 1981
- 『日系女性立川サエの生活史 ハワイの私・日本での私 1889～1982』編著 御茶の水書房 叢書ライフ・ヒストリー 1983
- 『中学生のみた昭和十年代』編著 新曜社 1989
- 『ライフヒストリーの社会学』桜井厚共編 弘文堂 1995
- 『中尾万三伝 中国古陶磁と本草学の先駆者』鈴木郁生共著 刀水書房 1999
- 『昭和初期一移民の手紙による生活史 ブラジルのヨッチャン』中野進共編 思文閣出版 2006

## 参考
- [ISBN 978-4-88713-506-2]